# Achaeus barnardi
Achaeus barnardi is een krabbensoort uit de familie van de Inachidae. De wetenschappelijke naam van de soort is voor het eerst geldig gepubliceerd in 1968 door Griffin.